# Cyrela Commercial Properties
Cyrela Commercial Properties SA Empreendimentos e Participacoes est une entreprise brésilienne spécialisée dans l'immobilier professionnel. La société gère et loue des immeubles de bureaux, des centres commerciaux, des entrepôts et des centres de distribution.

## Historique
Cyrela Commercial Properties est créée à partir d'une scission de Cyrela Brazil Realty qui a souhaité se recentrer sur l'immobilier particulier.